# Elbait
Elbait là một khoáng vật silicat vòng, thuộc nhóm tourmalin. Nó được phát hiện đầu tiên trên đảo Elba, Ý vào năm 1913 và sau đó ở nhiều nơi trên thế giới. Năm 1994, một lượng lớn được phát hiện ở O'Grady Lakes, Yukon, Canada.
Elbait thành tạo trong các đá mácma và biến chất và trong các mạch cộng sinh với lepidolit, microclin, và spodumen trong pegmatit granit; cùng với andalusit và biotit trong schist; và với molybdenit và cassiterit trong các mỏ trao đổi nhiệt dịch.